# Nabożeństwo różańcowe

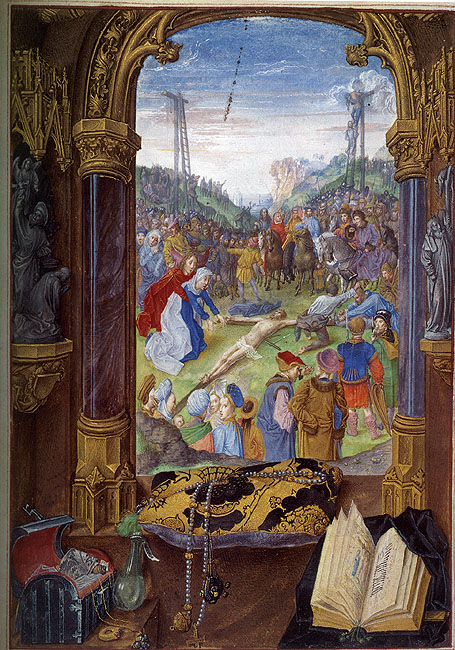
Ukrzyżowanie i różaniec

Nabożeństwo różańcowe – forma zbiorowej modlitwy poświęconej Maryi. Obecna jest w tradycji katolickiej. Modlitwa odmawiana jest w zwykle w październiku. Nabożeństwo różańcowe składa się z adoracji Najświętszego Sakramentu oraz odmawiania jednej z części różańca. W zależności od sytuacji można odmawiać jedną dziesiątkę (pomija się Zdrowaś Maryjo o przymnożenie wiary, nadziei i miłości) lub cały różaniec.

## Forma odprawiania
- Znak krzyża
- Wierzę w Boga
- Ojcze Nasz
- trzykrotnie Zdrowaś Maryjo – o przymnożenie wiary, nadziei i miłości
- Chwała Ojcu
- (O Mój Jezu)

- Zapowiedź tajemnicy
- Ojcze Nasz
- dziesięciokrotnie Zdrowaś Maryjo
- Chwała Ojcu
- (O Mój Jezu lub O Maryjo bez grzechu poczęta)

(tę część różańca odmawia się pięć razy)
Przy wymienianiu tajemnicy można ją odczytać lub zaśpiewać pieśń maryjną.

## Tajemnice różańca

### Radosne
(odmawiane w poniedziałki i soboty)
1. Zwiastowanie Najświętszej Maryi Panny
2. Nawiedzenie św. Elżbiety
3. Narodziny Jezusa
4. Ofiarowanie Jezusa w świątyni
5. Odnalezienie Jezusa

### Światła
(odmawiane w czwartki)
1. Chrzest w Jordanie
2. Cud w Kanie Galilejskiej
3. Głoszenie nauki o Królestwie Bożym
4. Przemienienie na Górze Tabor
5. Ustanowienie Eucharystii

### Bolesne
(odmawiane we wtorki i piątki)
1. Modlitwa w Ogrójcu
2. Biczowanie Jezusa
3. Cierniem ukoronowanie
4. Droga Krzyżowa
5. Śmierć Jezusa

### Chwalebne
(odmawiane w środy i niedziele)
1. Zmartwychwstanie
2. Wniebowstąpienie
3. Zesłanie Ducha Świętego
4. Wniebowzięcie Najświętszej Maryi Panny
5. Ukoronowanie Maryi na Królową Nieba i Ziemi